# Parafia Matki Bożej Różańcowej w Nowym Kościele
Parafia Matki Bożej Różańcowej w Nowym Kościele – parafia rzymskokatolicka w dekanacie złotoryjskim w diecezji legnickiej.